# Loiret (fiume)
Il Loiret è un affluente alla riva sinistra della Loira, originato da una risorgiva di quest'ultima, il cui corso è parzialmente sotterraneo nell'Orleanese. La sua portata media a Orléans è di 350 m³/s; le più grosse perdite sono a Jargeau, per una quindicina di m³. L'essenziale del suo corso nell'Orleanese è dunque per il momento sempre in superficie - salvo non tenere conto dei periodi di magra molto spinta durante le grandi siccità, quando la sua portata media poco dopo il suo ingresso nella zona calcarea bassa a meno di 20 m³/s. Così durante l'estate 1949, la portata media della Loira fu di 14,5 m³/s in agosto a Gien e il fiume era praticamente del tutto in secca a Orléans - fatto che rimane un'occorrenza rara. Bisogna tuttavia aver presente che la rete carsica orleanese può includere ampie cavità contenenti grandi quantità d'acqua, ma che lo spessore della rete difficilmente supera i 22 metri. Loiret significa piccola Loira, ciò che indica la sua origine.
Tutto il corso del Loiret è compreso nella regione naturale della Valle della Loira iscritta nel Patrimonio dell'umanità dell'UNESCO.

## Geografia

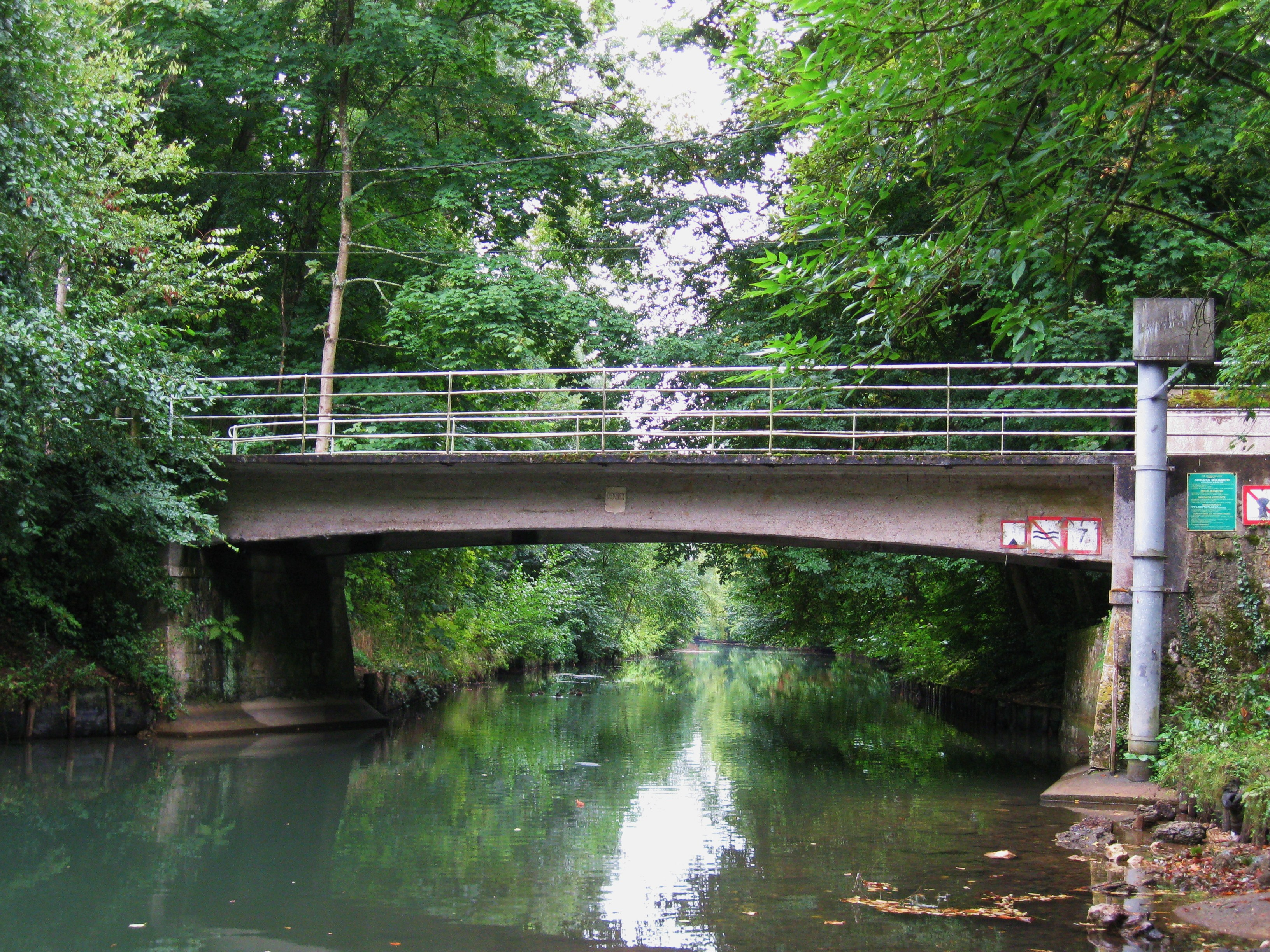
Il ponte Bouchet sul Loiret a Olivet

Il Loiret nasce nel quartiere orleanese di Orléans-la-Source all'interno del Parco floreale di La Source, nella località detta le Bouillon.
Confluisce nella Loira dopo aver attraversato o "toccato" i comuni di Orléans, Olivet, Saint-Hilaire-Saint-Mesmin, Saint-Pryvé-Saint-Mesmin e Mareau-aux-Prés, tutti situati nel dipartimento del Loiret e nell'agglomerato orleanese. La confluenza del Loiret con la Loira costituisce la punta di Courpain.

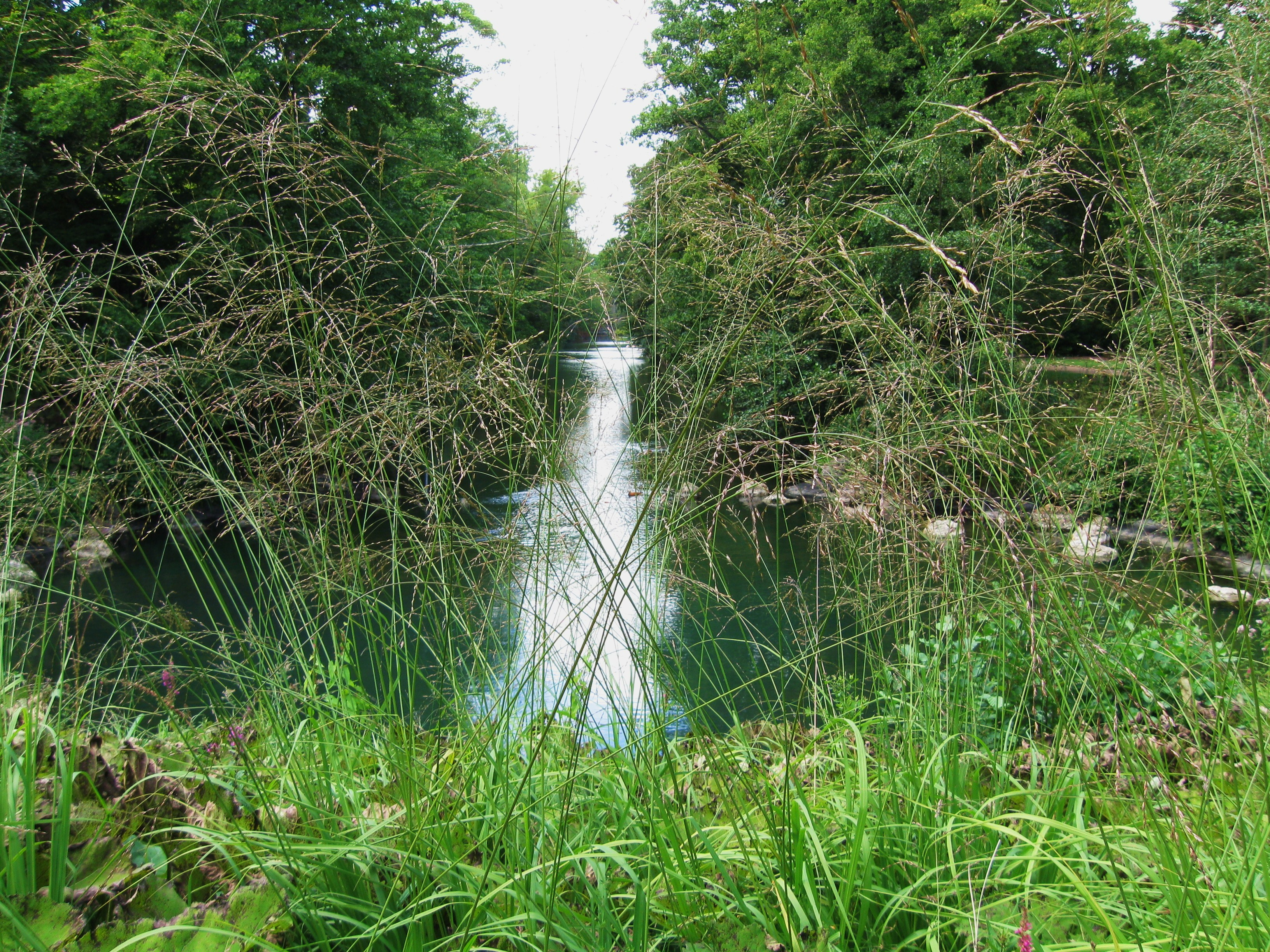
Sorgente del Bouillon, Parco floreale della Source
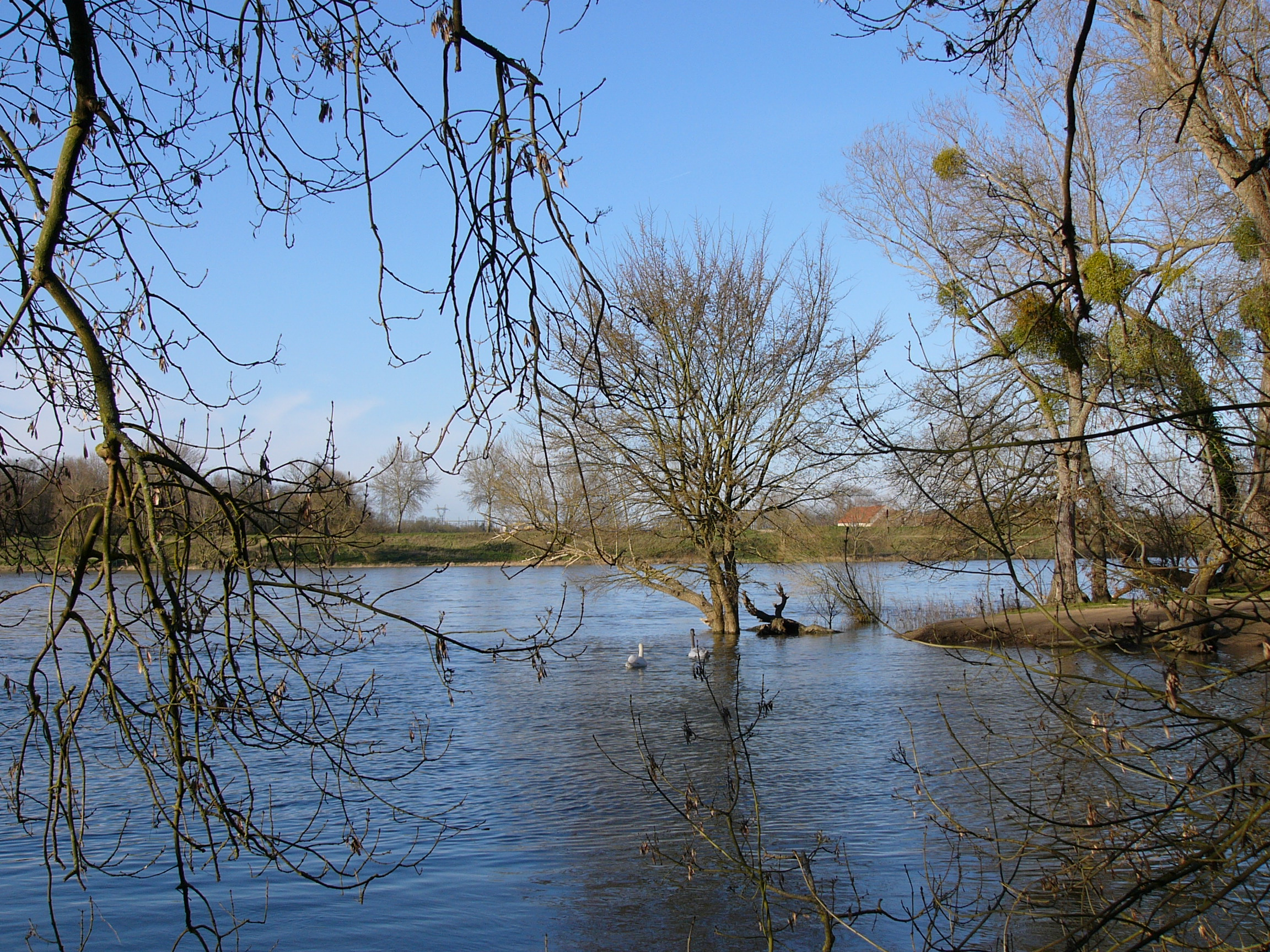
Confluenza del Loiret con la Loira alla punta di Courpain, Saint-Pryvé-Saint-Mesmin

Di 11,6 km di lunghezza, il Loiret è affiancato dal sentiero della grande randonnée 655 E a valle del ponte di Saint-Nicolas sulla riva sinistra.
Le terre situate tra la Loira e il Loiret sono classificate come "zona inondabile" e corrispondono al sud dell'agglomerato orleanese.
Il Loiret è situato in area privata tra il Parco floreale della Source e la strada di Saint-Santin (su Saint-Privé a valle del ponte Saint-Nicolas, per 7,5 km); dopo il fiume diviene demaniale fino alla punta di Courpain e alla sua confluenza con la Loira.

### Costruzioni sul Loiret
Il fiume è scavalcato da molti ponti, da monte a valle: il ponte Bouchet, il ponte Cotelle, il ponte di Sologne (Strada nazionale 20), il ponte del tramway (linea A del tramway di Orléans), il ponte del Maresciallo Leclerc (strada dipartimentale D 15), il ponte dell'autostrada A71 e il ponte Saint-Nicolas (strada dipartimentale D 951).
Il fiume conta parimenti numerosi mulini, grandi e piccoli, e molto numerose paratoie.

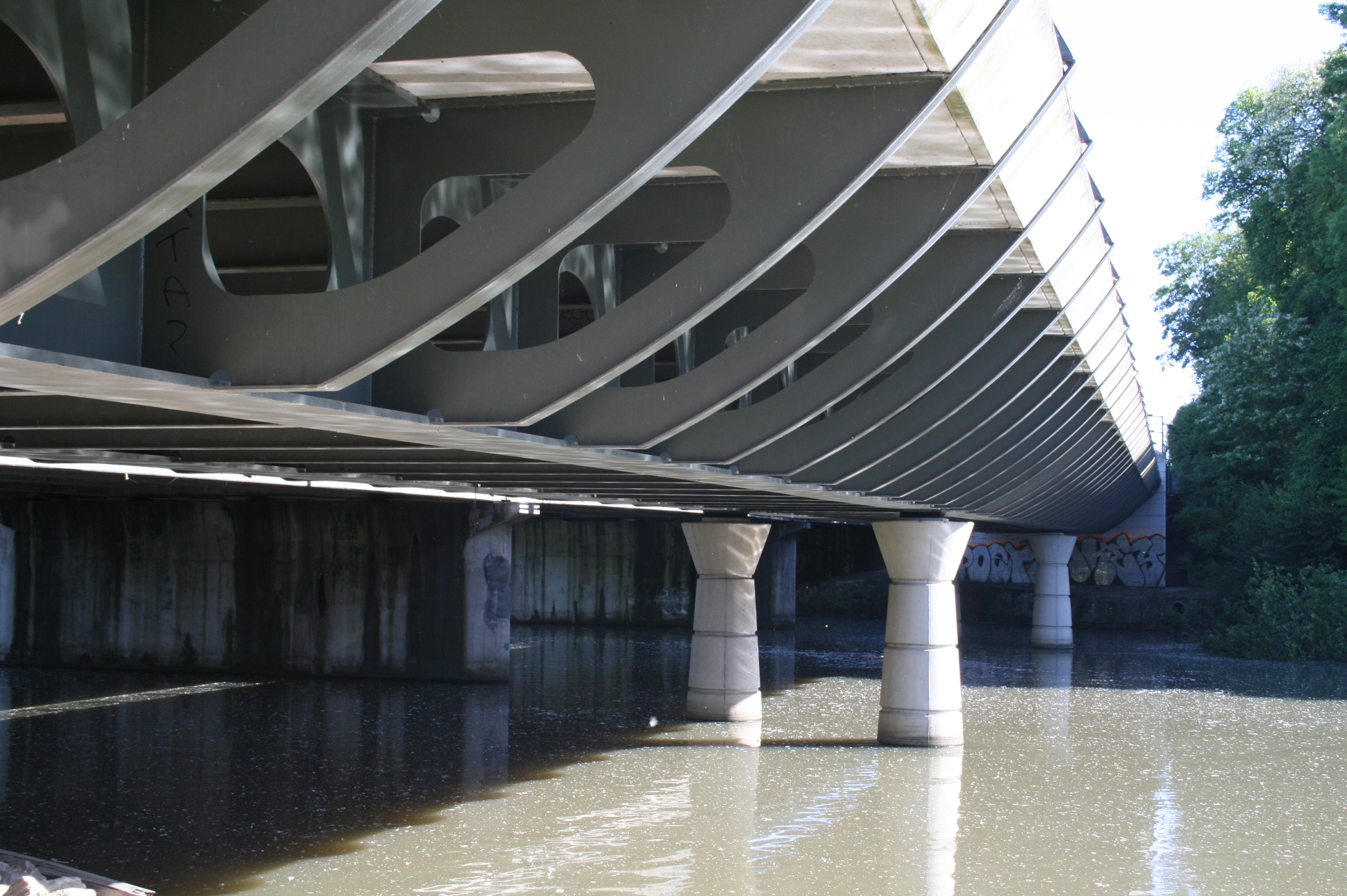
Ponte del tramway e della D2020, Olivet
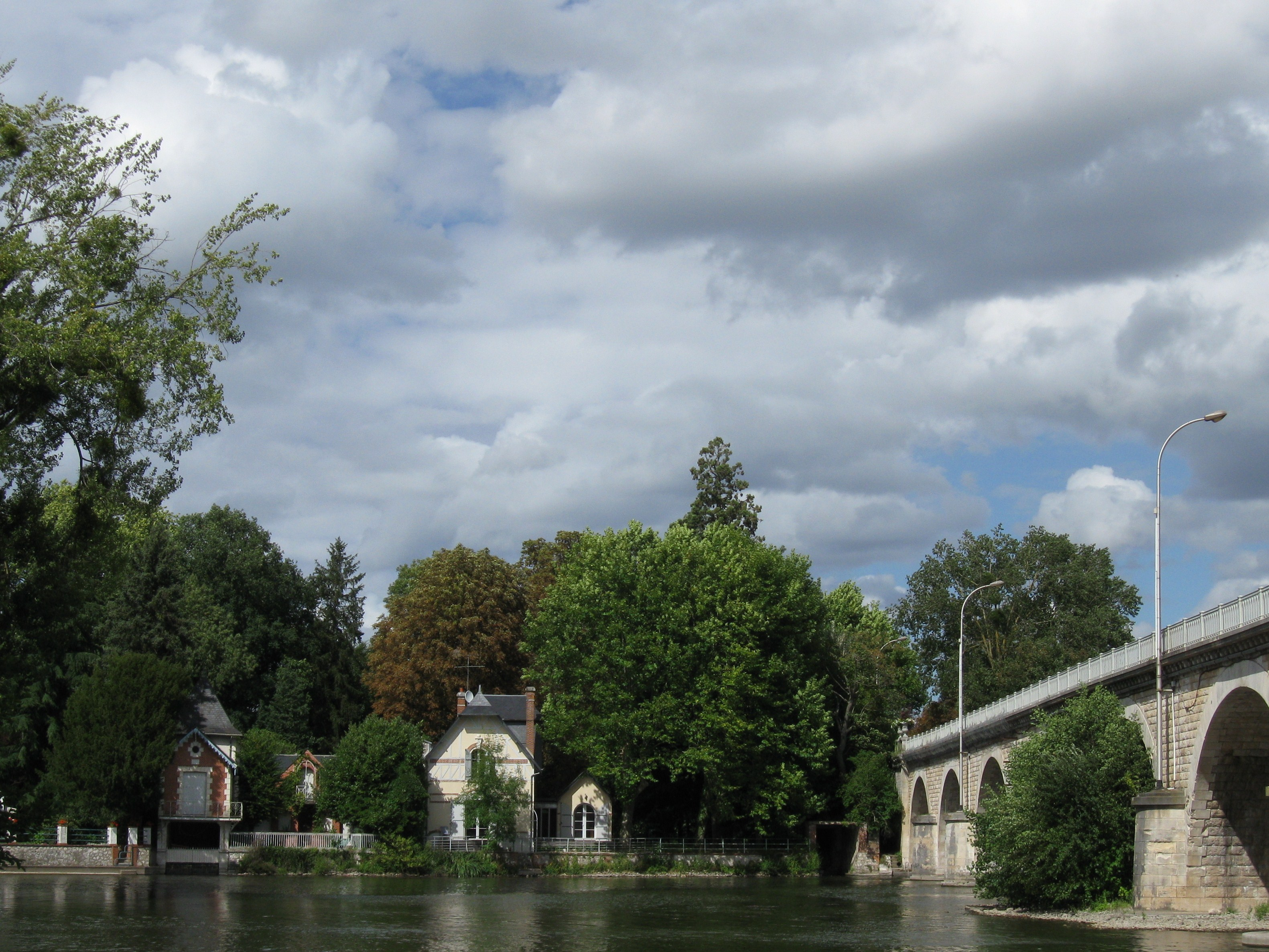
Ponte d'Olivet
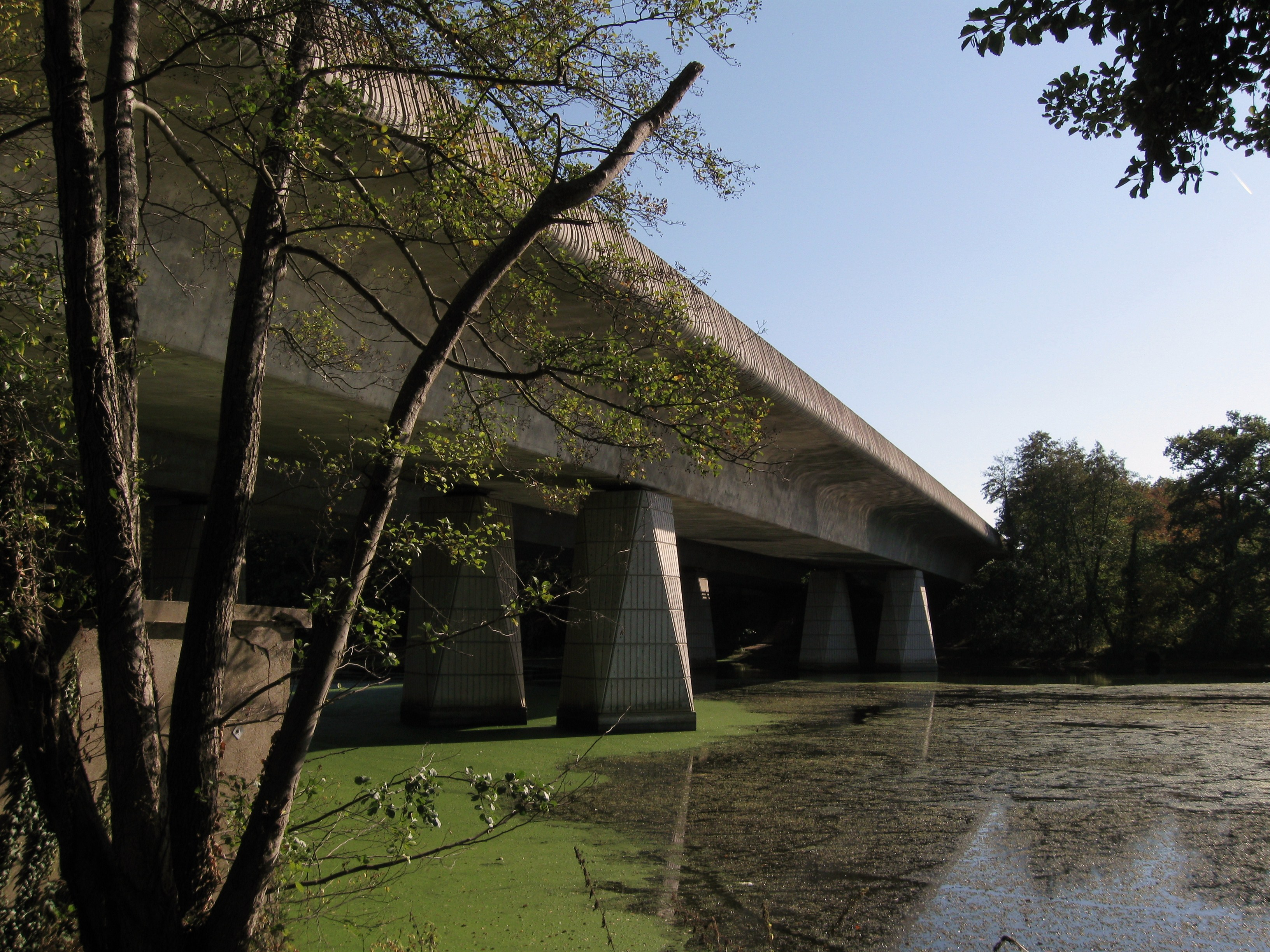
Ponte dell'Autostrada A71, Olivet
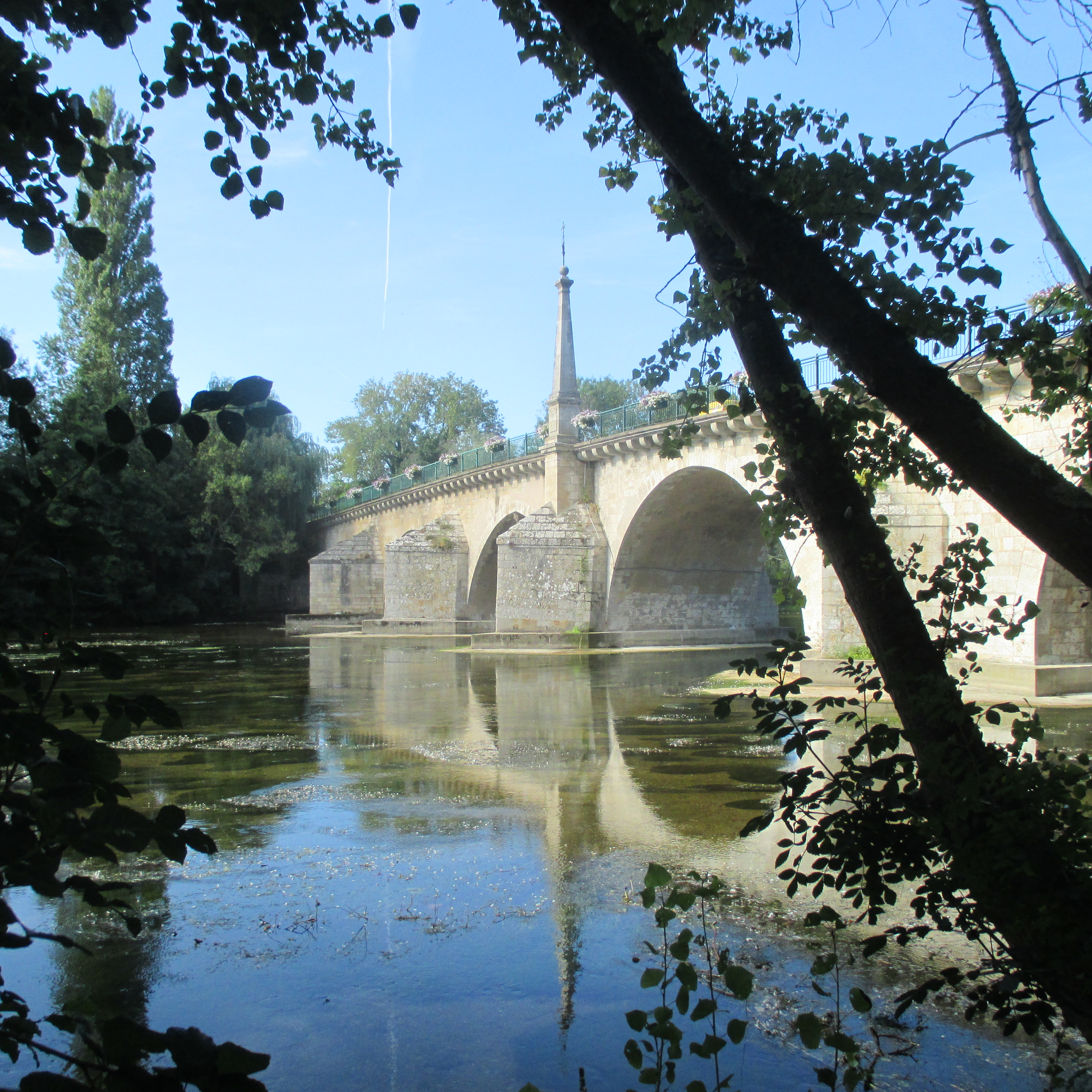
Ponte St-Nicolas (D951 St-Hilaire/La Chapelle), a monte
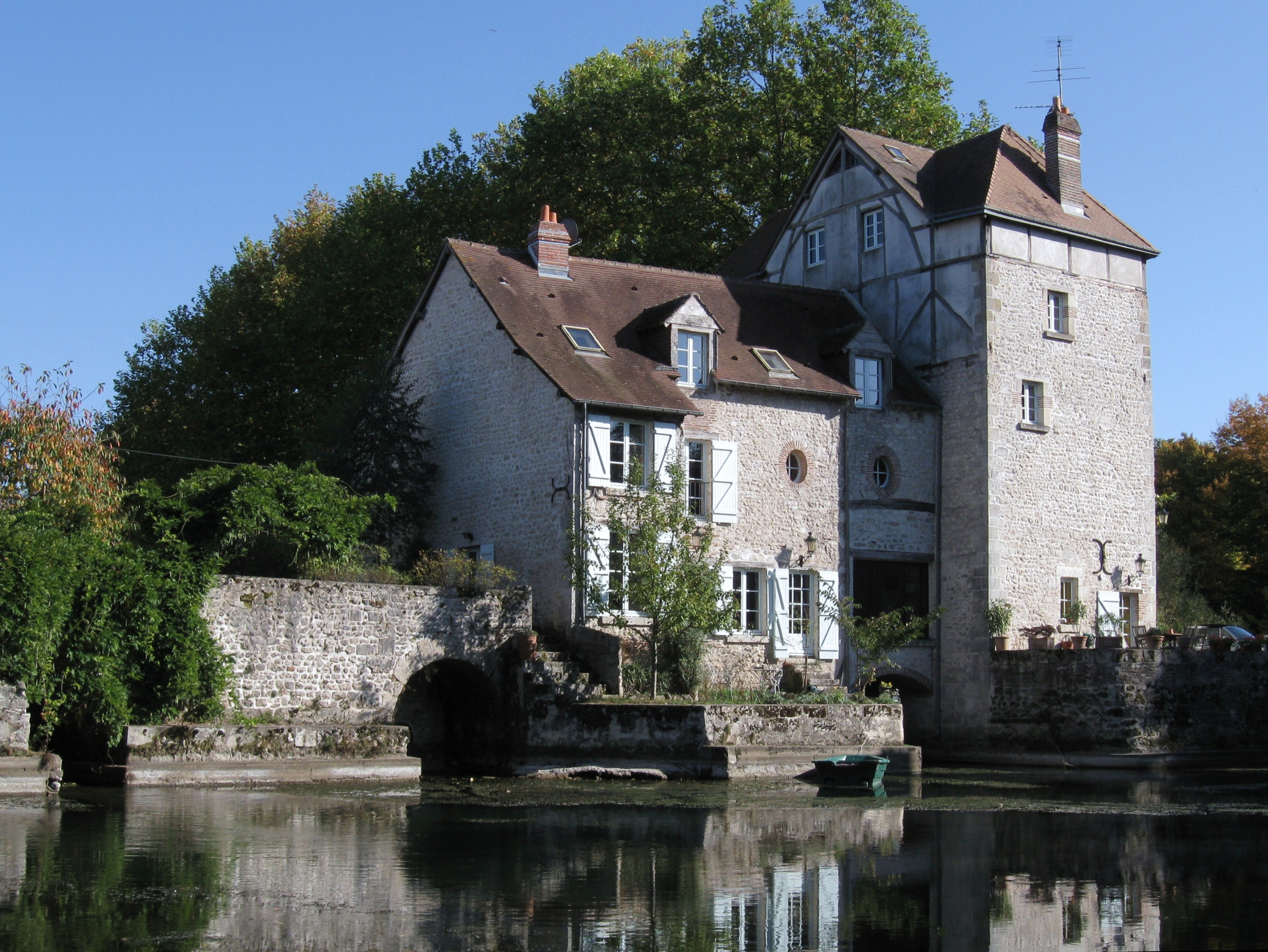
Antico mulino ad acqua sul Loiret a Saint-Pryvé-Saint-Mesmin

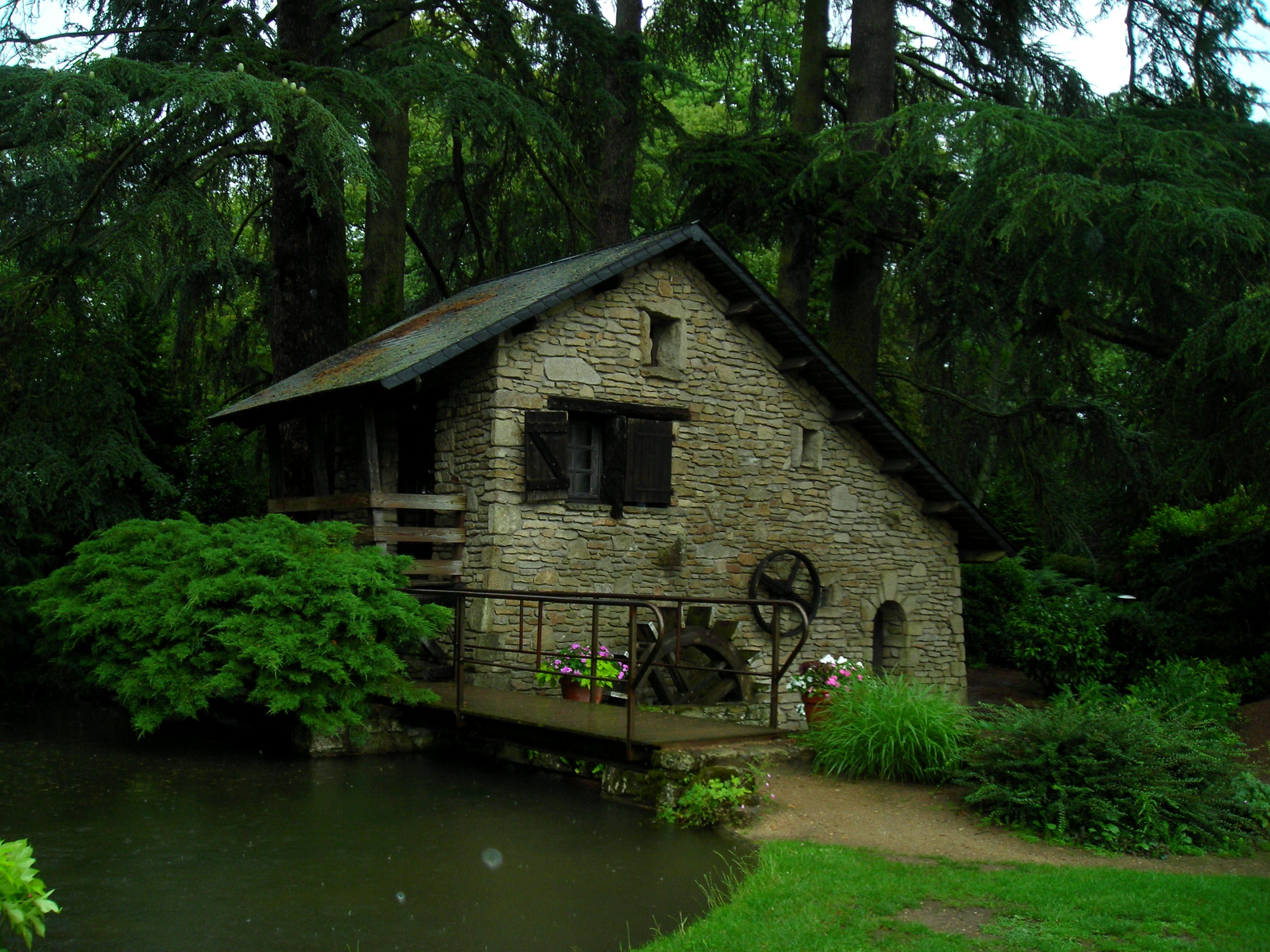
Piccolo mulino, Parco floreale della Source
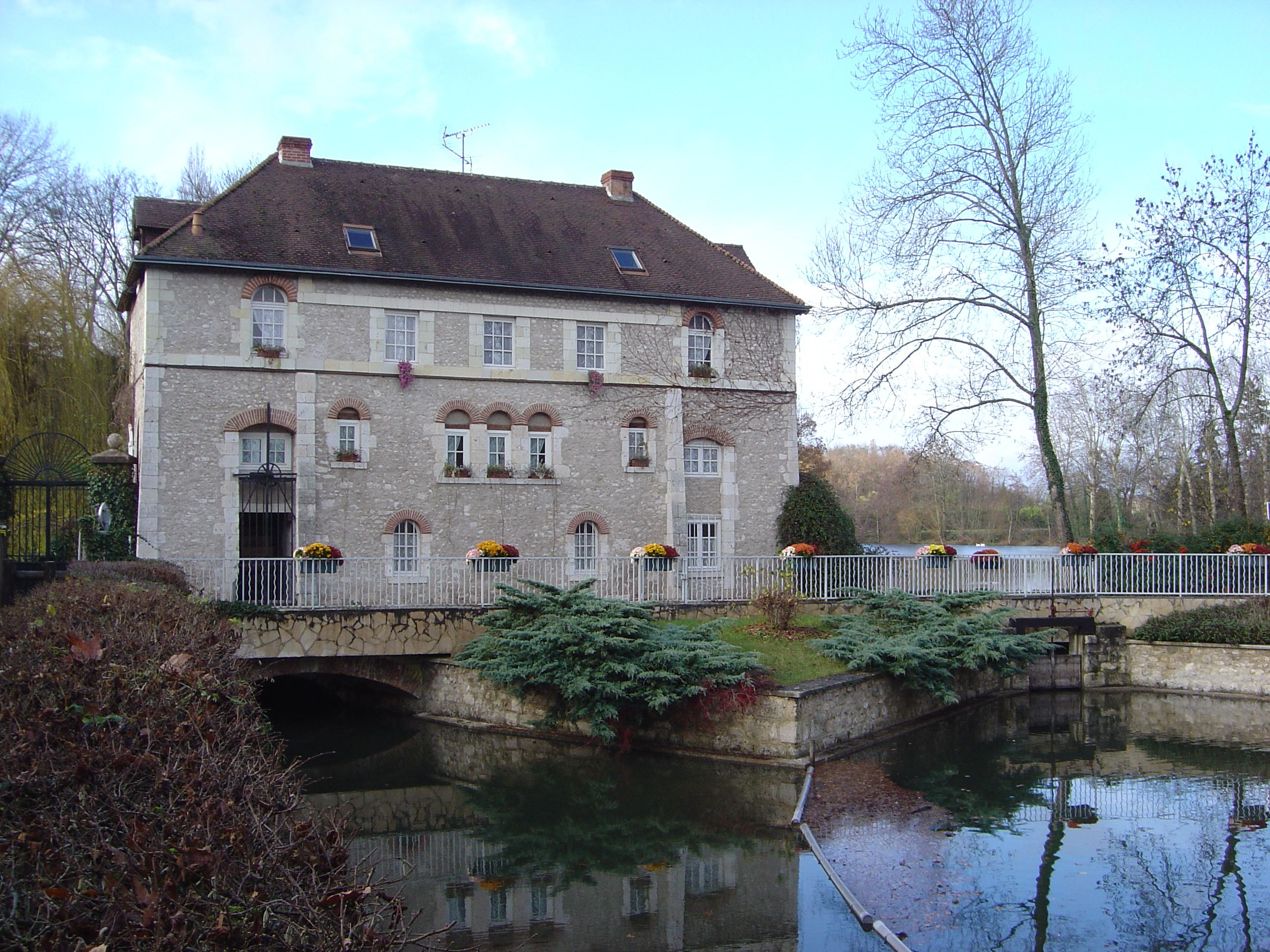
Antico mulino sul Loiret a sud di Orléans

### Bacino idrografico
Le bacino idrografico del Loiret, di una superficie di circa 300 km², copre parzialmente o totalmente il territorio di 21 comuni, da est a ovest:
Viglain, Sully-sur-Loire, Neuvy-en-Sullias, Guilly, Tigy, Sigloy, Ouvrouer-les-Champs, Vienne-en-Val, Férolles, Jargeau, Darvoy, Marcilly-en-Villette, Sandillon, Saint-Cyr-en-Val, Saint-Denis-en-Val, Saint-Jean-le-Blanc, Olivet, Orléans, Saint-Pryvé-Saint-Mesmin, Saint-Hilaire-Saint-Mesmin, Mareau-aux-Prés.
I due terzi a monte del suo bacino sono in un ambiente rurale; il terzo a valle è urbanizzato e portatore d'un patrimonio importante.

## Affluenti

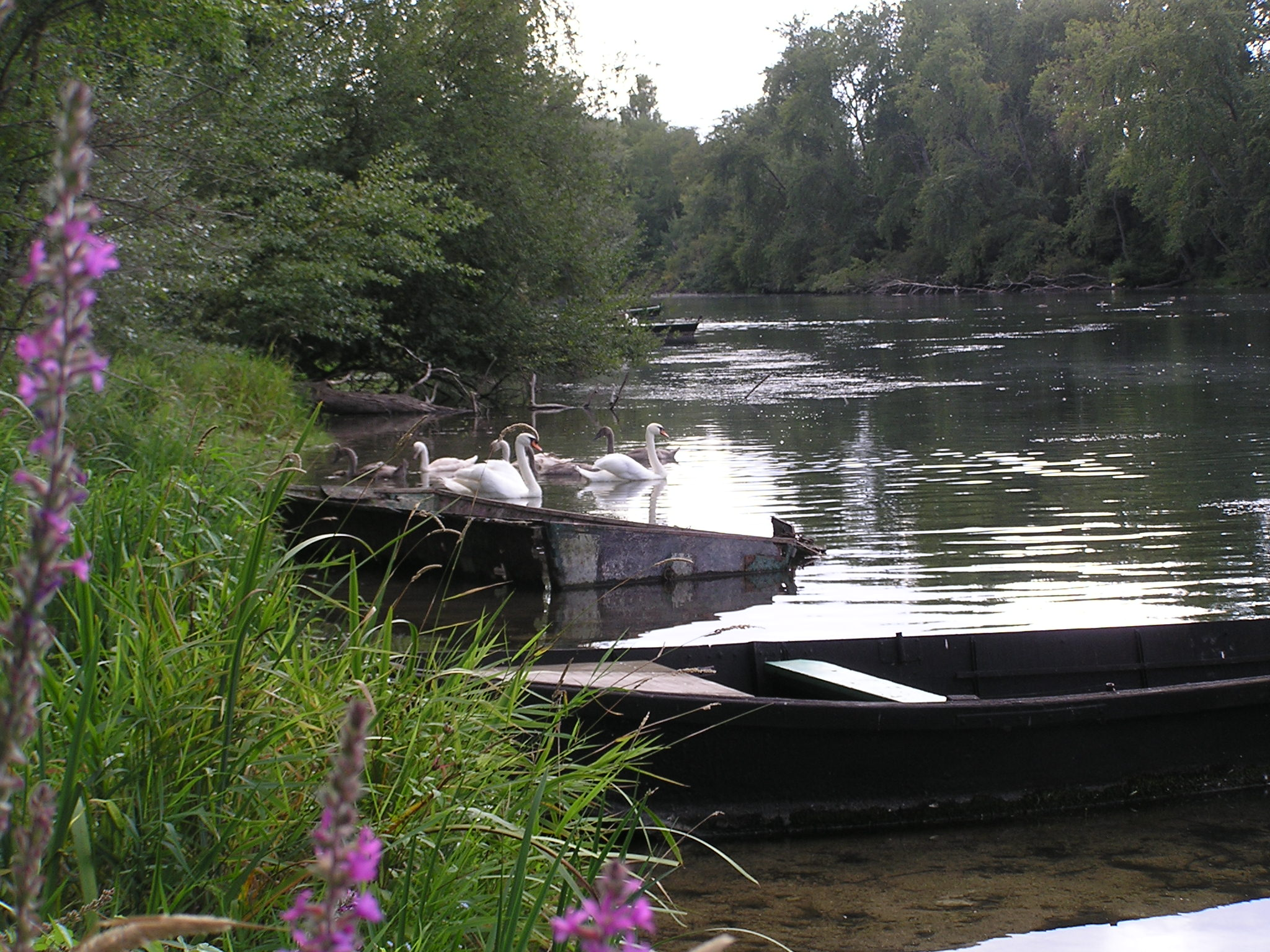
La Pie.

L'affluente principale è il Dhuy (detto a monte il Leu poi la Bergeresse), fiume di 33,8 km di lunghezza, che nasce a Sully-sur-Loire e conflisce nel Loiret all'uscita del parco floreale, alla riva destra, a monte del ponte Bouchet sul territorio del comune di Olivet. L'Ousson e la Marmagne, affluenti del Dhuy, sono dunque dei subaffluenti del Loiret.
Il ramo di Bou in prossimità del ponte Cotelle, e il ramo dei Montées, in prossimità del ponte di Sologne, sono due altri affluenti alla riva destra.
La Pie, piccolo affluente alla riva sinistra di 800 metri di lunghezza, nasce, scorre e confluisce su Saint-Hilaire-Saint-Mesmin.

## Idrologia
La sua portata media è dell'ordine da 0,5 a 2 m³/s. Nel marzo 2017 la portata a monte è di 5 m³/s e a valle di 10 m³/s.
Il Loiret è alimentato per il 70% dalle perdite della Loira, delle risorgive che riappaiono a livello delle sue sorgenti, e per circa il 30% dal suo principale affluente, il Dhuy.
Occasionalmente, il senso della corrente del fiume può invertirsi, le Bouillon assorbendo importanti quantità d'acqua provenienti dal Dhuy e dal Loiret, ciò durante qualche ora o giorno.
Il corso del Loiret è stato da lunga data modificato e regolato per servire le attività umane. Gli interventi hanno avuto inizio a partire dall'installazione dell'abbazia di Micy nel VI secolo. Nel 2016 il suo flusso è ancora regolato da 44 paratoie per i suoi circa 13 km di lunghezza.

## Le sorgenti del Loiret

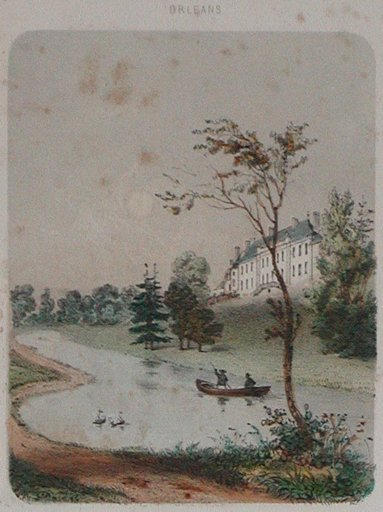
La source du Loiret,
stampa del 1833.

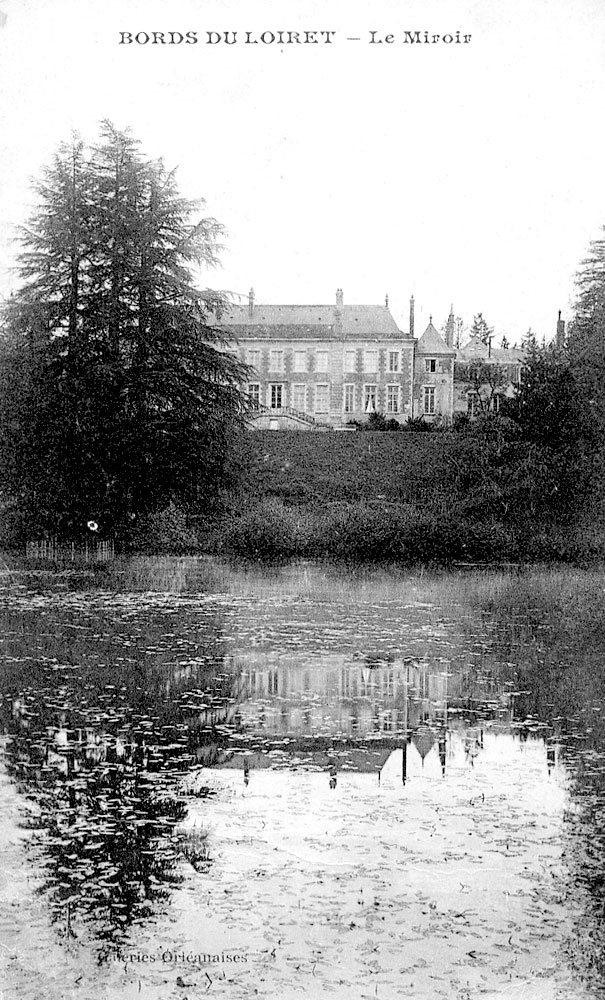
« Le Miroir », specchio d'acqua che riflette il castello della Source.

Le sorgenti del Loiret sono rimarchevoli per molti aspetti, essenzialmente dovuti alla natura carsica del sottosuolo locale.
Esse sono situate nel parco floreale della Source, nel comune di Orléans, a circa 5 km a sud-est della città vecchia e a 280 metri a nord della D14, che collega Saint-Cyr-en-Val a sud-est e Olivet a nordovest.